# Partito Ba'th Socialista Arabo (Yemen)
Il Partito Ba'th Socialista Arabo in (in arabo حزب البعث العربي الاشتراكي - قطر اليمن‎?, Hizb Al-Ba'ath Al-Arabi Al-Ishtiraki - Qutr Al-Yaman) è un partito politico yemenita branca regionale del Partito Ba'th Socialista Arabo pro-siriano (con sede a Damasco). 
Il Ba'thismo fece la sua comparsa in Yemen negli anni 1950.

## Storia
Fino al 1990 il partito portò avanti un'attività politica in clandestinità. 
Il partito era ufficialmente registrato come Partito Ba'th Socialista Arabo al 31 dicembre del 1995, mentre la fazione pro-irachena del Ba'th era indicata come Partito Ba'th Socialista Arabo Nazionale al 1997. L'attuale Segretario generale del partito è Mohammed al-Zubairy. Il partito ha contestato le elezioni parlamentari in Yemen del 1993 in alleanza con il Partito Ba'th Socialista Arabo Nazionale, vincendo sette seggi.
In seguito a tali elezioni rapporti fra i due partiti ba'th sono peggiorati, e da quel momenti i due partiti hanno preso parte alle elezioni in modo separato. Nelle elezioni parlamentari del 1997 e del 2003, il partito ha vinto due seggi. Nel 2003, il partito ha ricevuto lo 0.66% dei voti nazionali. Nelle elezioni presidenziali del 1999 ha supportato 'Ali 'Abd Allah Saleh.  Nel 2008, i due partiti ba'th yemeniti hanno nuovamente concordato sul fatto di collaborare nelle proprie attività politiche. Nel novembre del 2010 uno dei leader chiave del partito in Yemen, Ali Ahmad Nasser al-Dhahab che era stato segretario generale assistente del comando regionale e membro del parlamento sin dal 1993, è morto. Nel 2011, il partito ha preso parte alla Rivolta yemenita che portato alla deposizione del presidente 'Ali 'Abd Allah Saleh.